# Diplogeomyza tridens
Diplogeomyza tridens är en tvåvingeart som beskrevs av Mcalpine 1967. Diplogeomyza tridens ingår i släktet Diplogeomyza och familjen myllflugor. Inga underarter finns listade i Catalogue of Life.